# Ksawery Piwocki (grafik)
Ksawery Tadeusz Piwocki (ur. 19 czerwca 1948 w Warszawie) – polski grafik, projektant; profesor i rektor Akademii Sztuk Pięknych w Warszawie. Syn historyka sztuki Ksawerego Piwockiego.

## Życiorys
W latach 1967–1973 studiował na Wydziale Grafiki Akademii Sztuk Pięknych w Warszawie. Pozostał na macierzystej uczelni, wykładając początkowo na Wydziale Architektury Wnętrz, a od 1991 na Wydziale Wzornictwa, którego był wielokrotnym dziekanem. Rektor warszawskiej ASP w latach 2005–2012. Od 2011 profesor zwyczajny. Równocześnie od 1995 wykładowca, a następnie dyrektor programowy Warszawskiej Szkoły Reklamy. W latach 2002–2007 profesor i kierownik Katedry Grafiki w Wyższej Szkole Sztuki i Projektowania w Łodzi. Zasiada w Komisji Programów Unijnych przy Ministrze Kultury i Dziedzictwa Narodowego (od 2005) i Radzie Programowej Muzeum Narodowego w Warszawie.
W latach 1974–2002 był redaktorem graficznym tygodników i miesięczników, a także założycielem i współwłaścicielem firm projektowych i studiów graficznych. Jest autorem kilkudziesięciu projektów graficznych, systemów informacji wizualnej, różnorodnych projektów graficznych dla organizacji (m.in. dla NSZZ „Solidarność” Regionu Mazowsze w latach 1980–1981), znaków firmowych, identyfikacji firm, opracowań wydawniczych – encyklopedii, albumów, książek, map i atlasów, zabawek z papieru, kalendarzy.

## Odznaczenia i wyróżnienia
- 2004 – Złoty Krzyż Zasługi[2][5]
- 2012 – Srebrny Medal „Zasłużony Kulturze Gloria Artis”[2][5][6]
- 2012 – nagroda Ministra Kultury i Dziedzictwa Narodowego I st.[2][5]
- 2014 – Krzyż Oficerski Orderu Odrodzenia Polski[2][5]

## Projekty, realizacje, wystawy
(wg źródła)
- 19 wystaw muzealnych i 3 wnętrz użytkowych, w tym:

- 1991 – „Srebra Funduszu Obrony Narodowej”, Zamek Królewski w Warszawie
- 1999 – „55 Rocznica Powstania Warszawskiego”, Muzeum Miasta St. Warszawy
- 2001 – „Skarby ze Środy Śląskiej”, Muzeum Archeologicznego w Warszawie
- 2003–2004 – „Żydowskie Święta Religijne”, Muzeum Archeologicznego i Etnograficznego w Łodzi
- 2004–2005 – „Broń z XVI – XVII wieku ze zbiorów muzeów ze Lwowa”, Muzeum Archeologicznego i Etnograficznego w Łodzi

- 2006–2009 – projekt i realizacja wraz z przebudową ekspozycji „Archeologia Polski”, Muzeum Archeologicznego i Etnograficznego w Łodzi
- 2010–2011 – „Gra Obrazami”, wystawa inauguracyjna w odrestaurowanym Muzeum Narodowym w Kielcach
- 2012 – „Tańce Ludowe –Wystawa Paryska 1936”, Muzeum Etnograficzne w Warszawie
- 2011–2012 – projekt i konsultacje przebudowy ekspozycji „Czas Świętowanie”, Muzeum Etnograficzne w Warszawie
- 2012 – koncepcja ekspozycji „Powstanie Państwa Polskiego”, dla projektowanego Muzeum Łęczyckiego
- 2014 – koncepcja wystawy „Rzeki Pamięci”, Stara Elektrownia Miasta Łódź

oraz 6 wystaw indywidualnych grafiki użytkowej i projektów wystawienniczych, a także udział w 6 wystawach grafiki użytkowej i realizacji wystawienniczych.